# Renfrewshire
Renfrewshire es un concejo (subdivisión administrativa similar a un municipio) de Escocia (Reino Unido). Tiene una población estimada, a mediados de 2021, de 179 940 habitantes.
Es uno de los tres concejos situados dentro de los límites del histórico condado de Renfrewshire.
El término Renfrewshire también puede usarse para referirse a dicho condado histórico, también conocido como el condado de Renfrew o Greater Renfrewshire, con orígenes en el siglo XVI. Esta subdivisión, que incluye los concejos de Renfrewshire, Inverclyde y East Renfrewshire, sigue en uso como condado de registro, con fines de registro de propiedad de tierras, y área de lugarteniente (lieutenancy area), con fines ceremoniales. También incluye un área de junta de valoración conjunta para fines de registro electoral y valuación de impuestos locales.

## Principales localidades (año 2016)
- Bishopton 5,330
- Bridge of Weir 4,820
- Brookfield 540
- Elderslie 5,330
- Erskine 15,510
- Houston 6,430
- Howwood 1,550
- Inchinnan 1,860
- Johnstone 16,090
- Kilbarchan 3,480
- Langbank 890
- Linwood 8,600
- Lochwinnoch 2,880
- Paisley 77,220
- Renfrew 22,570[5]